# シーサッチャナーライ郡
座標: 北緯17度31分2秒 東経99度45分37秒 / 北緯17.51722度 東経99.76028度
シーサッチャナーライ郡（シーサッチャナーライぐん）は、タイのスコータイ県にある郡（アンプー）である。

## 名称
シーサッチャナーライとは「吉祥なる銀の出るところ」を意味する。旧称・チャリエン (タイ語: ชะเลียง) 、ハートシアオ (タイ語: หาดเสี้ยว) 。サワンカローク (タイ語: สวรรคโลก) 、サンカローク (タイ語: สังคโลก) とも称したが、現在、この名称はサワンカローク郡のものとなっている。

## 歴史

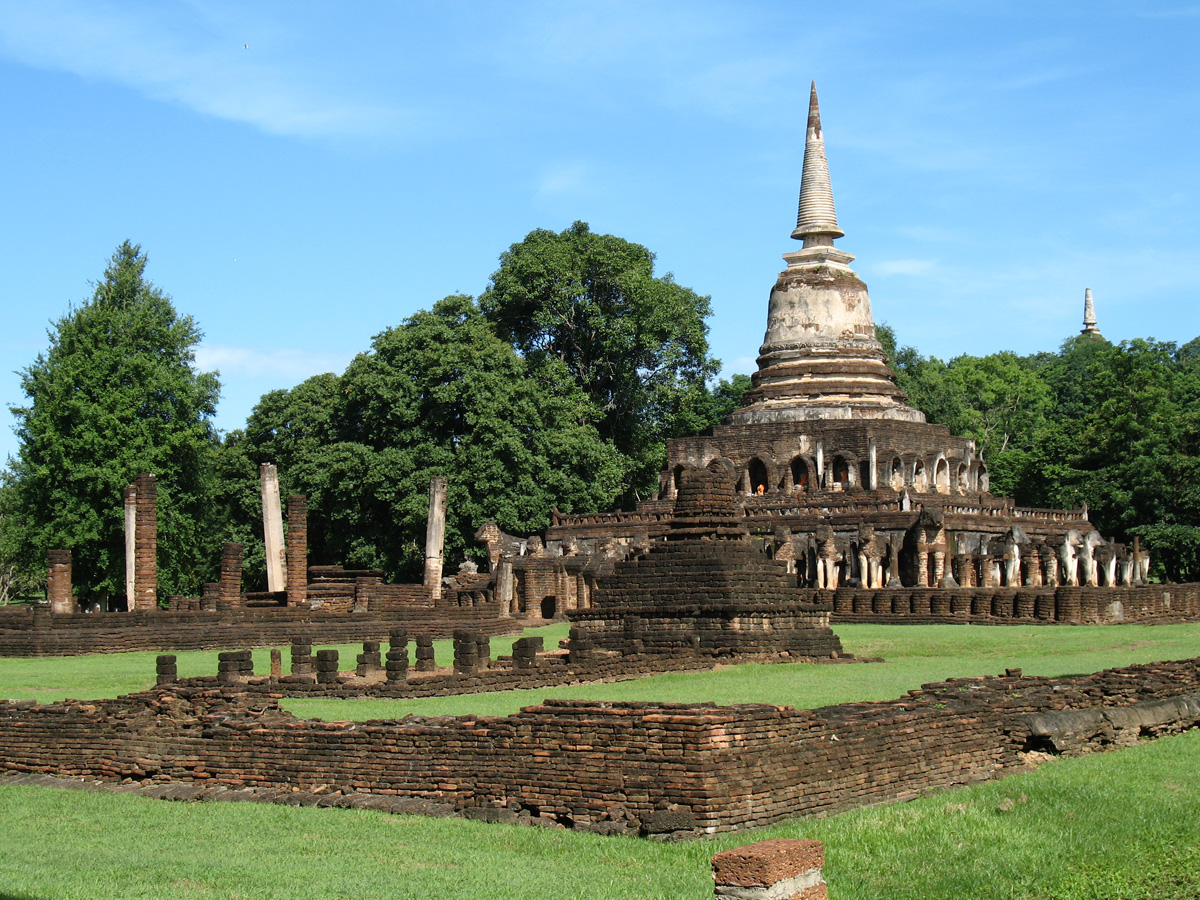
ワット・チャーンローム

3世紀ごろの人間の形跡もみられる。クメール王朝時代の遺構も見つかっており、タイ族到達以前からの人類の痕跡がある。
スコータイ王朝時代には、4大一級地方ムアン（ムアンルークルワン、Muang Luk Luang）の1つとなり、スコータイの副王の統治する町となった。スコータイ王ラームカムヘーンは中国から陶磁器の製法を輸入し、シーサッチャナーライ周辺では陶器産業が盛んになった。また、ラームカムヘーン王はここに仏塔を建て、仏舎利を奉納している。スコータイ王リタイは、即位するまではシーサッチャナーライの国主であり、即位の後もシーサッチャナーライに寺院など多数建立し、現在、シーサッチャナーライ歴史公園と呼ばれて残る遺跡を作り上げた。
その後、アユタヤ王朝に帰順したが、トライローカナート王の時代の1460年には、サワンカローク（シーサッチャナーライ）の国主は宗主国であったアユタヤに離反し、北方のラーンナーに帰順した。その翌年、サワンカロークの国主は、チエンマイの国王を連れて、ピッサヌロークやカムペーンペットを得ようとしたが失敗に終わる。この後、このサワンカロークの国主は、チエンマイの王に不忠であるとされて、チエンマイに送られ、ラムパーンの国主が代わりにサワンカロークの国主となった。この後、トライローカナートはサワンカロークを取り返している。
1767年のアユタヤ陥落の際に町は見捨てられ、後のラッタナコーシン王朝時に再建された。そのころの町はハートシアオと呼ばれていたが、1939年に現在の名前に改称された。

## 地理
南部にはヨム川の形成した台地が広がり、北部には山岳地帯が広がる。
交通は、国道101号線が南北に通っており、北はプレー方面と、南はスコータイ方面とつながっている。国道102号線が東に延びておりウッタラディット方面とつながっている。

## 経済
郡内の主な産業は農業であり、米の生産が盛んである。

## 行政区分
郡は11のタムボンがあり、さらにその下位に148の村（ムーバーン）が存在する。郡内には2つのテーサバーン（自治体）が設置されており以下のようになっている。
- テーサバーンタムボン（タムボン自治体）・シーサッチャナーライ …… タムボン・シーサッチャナーライ、タムボン・ターチャイの全体およびタムボン・ノーンオーの一部。
- テーサバーンタムボン・ハートシアオ …… タムボン・ハートシアオの一部。

また、郡内には8つのタムボン行政体が設置されている。以下はタムボンの一覧である。
1. タムボン・ハートシアオ …… タイ語: ตำบลหาดเสี้ยว
2. タムボン・パーギウ …… タイ語: ตำบลป่างิ้ว
3. タムボン・メーサム …… タイ語: ตำบลแม่สำ
4. タムボン・メーシン …… タイ語: ตำบลแม่สิน
5. タムボン・バーントゥック …… タイ語: ตำบลบ้านตึก
6. タムボン・ノーンオー …… タイ語: ตำบลหนองอ้อ
7. タムボン・ターチャイ …… タイ語: ตำบลท่าชัย
8. タムボン・シーサッチャナーライ …… タイ語: ตำบลศรีสัชนาลัย
9. タムボン・ドンドゥー …… タイ語: ตำบลดงคู่
10. タムボン・バーンケーン …… タイ語: ตำบลบ้านแก่ง
11. タムボン・サーラチット …… タイ語: ตำบลสารจิตร